# Monterrey Open 2016
Il Monterrey Open 2016, conosciuto anche come Abierto Monterrey Afirme presentado por MasterCard per motivi di sponsor, è stato un torneo femminile di tennis giocato sul cemento. È stata la 8ª edizione del torneo, che fa parte della categoria International nell'ambito del WTA Tour 2016. Si è giocato al Club Sonoma di Monterrey in Messico, dal 29 febbraio al 7 marzo 2016.

## Partecipanti

### Teste di serie
| Nazionalità | Giocatrice               | Ranking* | Testa di serie |
| ----------- | ------------------------ | -------- | -------------- |
| Italia      | Sara Errani              | 17       | 1              |
| Danimarca   | Caroline Wozniacki       | 22       | 2              |
| Russia      | Anastasija Pavljučenkova | 25       | 3              |
| Regno Unito | Johanna Konta            | 26       | 4              |
| Francia     | Caroline Garcia          | 33       | 5              |
| Belgio      | Alison Van Uytvanck      | 44       | 6              |
| Montenegro  | Danka Kovinić            | 46       | 7              |
| Ungheria    | Tímea Babos              | 48       | 8              |

- Ranking al 22 febbraio 2016.

### Altre partecipanti
Le seguenti giocatrici hanno ricevuto una wild-card per il tabellone principale:
- Victoria Rodríguez
- Francesca Schiavone
- Marcela Zacarías

Le seguenti giocatrici sono entrati nel tabellone principale passando dalle qualificazioni:

- Petra Martić
- Nicole Gibbs
- Julia Glushko
- Pauline Parmentier

## Campionesse

### Singolare
Heather Watson ha sconfitto in finale  Kirsten Flipkens per 3–6, 6–2, 6–3.
- È il terzo titolo in carriera per la Watson, il primo titolo della stagione.

### Doppio
Anabel Medina Garrigues/  Arantxa Parra Santonja hanno sconfitto in finale  Petra Martić /  Maria Sanchez per 4–6, 7–5, [10–7].